# Spiders (Album)
Spiders ist ein Jazzalbum von Tim Berne  und Matt Mitchell. Die Ende Februar 2020 im Veranstaltungsraum HuffArt, New York City, entstandenen Aufnahmen erschienen am 6. November 2020 auf Out of Our Head Records.

## Hintergrund
Spiders ist die dritte Veröffentlichung des Duos Berne/Mitchell; die vorangegangenen, Førage (2017) und Angel Dusk (2018), sind auf Bernes Eigenlabel Screwgun Records erschienen. Die Aufnahmen entstanden in der Phase des Ausbruchs der COVID-19-Pandemie in den Vereinigten Staaten und kurz vor dem darauf folgenden Lockdown. Mit dem Pianisten Matt Mitchell arbeitete Berne seit 2008 zusammen, hauptsächlich in der Band Snakeoil, aber der Pianist hat auch ein ganzes Soloalbum mit Bernes Kompositionen aufgenommen.
Das Duoalbum Spiders erschien in der durch den Lockdown im Kulturbetrieb inspirierten Reihe OOYH Untamed von Adam Hopkins’ Out Of Your Head Records, ein in Brooklyn ansässiges Plattenlabel. Der Fokus liegt dabei – wie bei vorangegangenen Veröffentlichungen wie Rectangles von Anna Webber oder Pre-Apocalyptic von Michael Formanek – auf der Veröffentlichung hochwertiger Performances mit einer schnelleren Abwicklung als bei einem traditionellen Studioalbum. Es kann sich um eine Live-Performance oder eine Heimstudio-Aufnahme handeln, und während sich die erste Veröffentlichungsrunde auf Lo-Fi konzentrierte, weist Spiders eine höhere und verfeinerte Aufnahmequalität auf.

## Titelliste
- Tim Berne/Matt Mitchell Duo: Spiders (Out of our Head Records)

1. Increminced 12:31
2. Purdy 10:34
3. Julius 11:00
4. The Rose Charade 5:19
5. Seemly 3:22

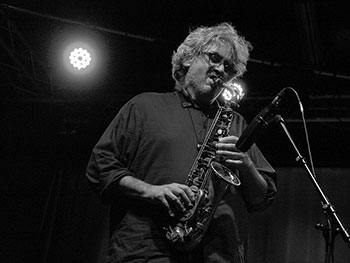
Tim Berne 2014

Alle Kompositionen stammen von Tim Berne.

## Rezeption
Nach Ansicht von S. Victor Aaron, der das Album in Something Else! rezensierte, weisen die rohen Präsentationen von Out of Our Heads Records kaum oder gar keine Unvollkommenheiten auf, und das sei das Besondere an dieser Serie. Berne und Mitchell spielten so gut, dass sie hochkomplexe Musik auf einem Drahtseil ohne Netz schufen. Der Autor hob die Intimität dieses Saxophon/Klavier-Duetts hervor, die bei diesen anderen Projekten Bernes so nicht zu spüren sei, insbesondere wenn man mit einem so einfallsreichen und einfühlsamen Pianisten wie Mitchell eins zu eins gehe. Ohne den Fluss der für Bernes Musik sonst typischen Rhythmusgruppen werde dessen einzigartige erweiterte Form in ein frisches Licht gerückt. Beide Musiker arbeiten dabei eng zusammen; so sei bei Stücken wie „Increminced“, einem heiklen Akt,  nicht nur die Auswahl der Noten, sondern auch die Kadenzen und das Timing entscheidend, damit es funktioniere. Viele Jahre des Zusammenspiels seien in diese spezielle Bindung geflossen, so der Autor.
Phil Freeman (Ugly Beauty) schrieb, der Saxophonist Tim Berne habe im Laufe der Jahre viele wirklich faszinierende Bands geleitet; einer seiner wichtigsten kreativen Partner sei derzeit Matt Mitchell. „Sie sprechen fließend die Sprache des anderen.“ Zu den Höhepunkten ihrer dritten Veröffentlichung zählt der Autor „Increminced“, ein 12-minütiges Stück, das sich auf typisch Berne’sche Weise um eine lange und kurvenreiche Melodie schlängle, während Mitchell ein schimmerndes Klavierbett festlege, „wie ein Teppich mit durchgewebten Platinfäden“.
J.D. Considine schrieb im Down Beat, die Verbindung zwischen Pianist und Saxophonist sei erstaunlich; Mitchells Stimmen beleuchten nicht nur geschickt die harmonischen Ideen, die Bernes motivisches Kompositionen suggerieren, sondern seine durchsetzungsfähigen Linien und sein beharrlicher Kontrapunkt würden den rhythmischen Inhalt der Musik so klar darlegen, dass weder Bass noch Schlagzeug benötigt würden. Aber das Beste daran sei, wie eng Kompositionen und Improvisation miteinander verflochten seien. Wie die beste Kammermusik schaffe es Spiders, sowohl kompositorisch kompliziert als auch gesprächig intim zu sein, eine Kombination, die wiederholtes Hören belohne.